# Hoa hậu Hòa bình Việt Nam 2023
Hoa hậu Hòa bình Việt Nam 2023 là cuộc thi Hoa hậu Hòa bình Việt Nam được tổ chức lần thứ 2. Đêm chung kết diễn ra vào ngày 27 tháng 8 năm 2023 tại Nhà thi đấu Phú Thọ, Quận 11, Thành phố Hồ Chí Minh. Hoa hậu Hòa bình Việt Nam 2022 Đoàn Thiên Ân đến từ Long An đã trao lại vương miện cho người kế nhiệm là Lê Hoàng Phương đến từ Khánh Hòa vào đêm chung kết.

## Kết quả

### Thứ hạng
| Kết quả                                                  | Thí sinh | Vị trí Quốc tế                                                                                 |
| -------------------------------------------------------- | --- | ---------------------------------------------------------------------------------------------- |
| Hoa hậu Hòa bình Việt Nam 2023 (Miss Grand Vietnam 2023) | - Khánh Hòa – Lê Hoàng Phương | - Á hậu 4 – Hoa hậu Hòa bình Quốc tế 2023                                                      |
| Á hậu 1 (Miss Intercontinental Vietnam 2024)             | - Bắc Giang – Bùi Khánh Linh | - Á hậu 3 – Hoa hậu Liên lục địa 2024                                                          |
| Á hậu 2                                                  | - Thừa Thiên Huế – Trương Quí Minh Nhàn |                                                                                                |
| Á hậu 3                                                  | - Thái Bình – Lê Thị Hồng Hạnh |                                                                                                |
| Á hậu 4                                                  | - Thừa Thiên Huế – Đặng Hoàng Tâm Như § |                                                                                                |
| Top 10                                                   | - Hà Nội – Nguyễn Thị Thu Hằng - Hà Nam – Phạm Thị Hằng Nga - Long An – Trần Hồng Ngọc                                                                                   |                                                                                                |
| Top 10                                                   | - Thành phố Hồ Chí Minh – Nguyễn Vĩnh Hà Phương | - Top 20 – Hoa hậu Sinh viên Thế giới 2022 - Á hậu 4 – Miss KBJ Ratu Kebaya International 2022 |
| Top 10                                                   | - Trà Vinh – Nguyễn Thị Thùy Vi ¥ |                                                                                                |
| Top 15                                                   | - Hà Nội – Phạm Liên Anh - Đồng Nai – Phạm Hoàng Kim Dung - Thành phố Hồ Chí Minh – Bùi Thị Thục Hiền - Quảng Nam – Nguyễn Thị Diễm Quyên - Phú Yên – Bùi Thị Thanh Thủy |                                                                                                |
| Top 15                                                   | - Bình Thuận – Phạm Thị Ánh Vương | - Top 10 – Hoa hậu Châu Á Thái Bình Dương Quốc tế 2024                                         |
| Top 20                                                   | - Cao Bằng – Nguyễn Hồng Diễm - không khung Đắk Lắk – Võ Quỳnh Thư - Hà Nội – Phùng Thị Thủy - Thành phố Hồ Chí Minh – Dương Thị Hồng Vy                                 |                                                                                                |

- § - Thí sinh vào thẳng Top 10 do chiến thắng phần thi Người đẹp Truyền cảm hứng.
- ¥ - Thí sinh vào thẳng Top 10 do chiến thắng giải thưởng Người đẹp được yêu thích nhất.

### Thứ tự công bố
| 1. Nguyễn Thị Thu Hằng 2. Bùi Thị Thanh Thủy 3. Dương Thị Hồng Vy 4. Lê Thị Hồng Hạnh 5. Phạm Liên Anh 6. Bùi Thị Thục Hiền 7. Trần Hồng Ngọc 8. Phạm Thị Hằng Nga 9. Phùng Thị Thủy 10. Nguyễn Thị Thùy Vi 11. Nguyễn Thị Diễm Quyên 12. Võ Quỳnh Thư 13. Nguyễn Hồng Diễm 14. Phạm Thị Ánh Vương 15. Phạm Hoàng Kim Dung 16. Nguyễn Vĩnh Hà Phương 17. Trương Quí Minh Nhàn 18. Lê Hoàng Phương 19. Bùi Khánh Linh 20. Đặng Hoàng Tâm Như | 1. Bùi Thị Thanh Thủy 2. Lê Thị Hồng Hạnh 3. Phạm Liên Anh 4. Bùi Thị Thục Hiền 5. Trần Hồng Ngọc 6. Phạm Thị Hằng Nga 7. Nguyễn Thị Diễm Quyên 8. Nguyễn Thị Thu Hằng 9. Nguyễn Vĩnh Hà Phương 10. Phạm Thị Ánh Vương 11. Phạm Hoàng Kim Dung 12. Đặng Hoàng Tâm Như 13. Lê Hoàng Phương 14. Bùi Khánh Linh 15. Trương Quí Minh Nhàn | 1. Đặng Hoàng Tâm Như 2. Lê Thị Hồng Hạnh 3. Nguyễn Vĩnh Hà Phương 4. Phạm Thị Hằng Nga 5. Trần Hồng Ngọc 6. Nguyễn Thị Thu Hằng 7. Lê Hoàng Phương 8. Trương Quí Minh Nhàn 9. Bùi Khánh Linh 10. Nguyễn Thị Thùy Vi | 1. Lê Thị Hồng Hạnh 2. Trương Quí Minh Nhàn 3. Lê Hoàng Phương 4. Bùi Khánh Linh 5. Đặng Hoàng Tâm Như |

## Các phần thi

### Best Profile Picture
| Kết quả     | Thí sinh                                                |
| Chiến thắng | - 241 – Lê Hoàng Phương                                 |
| Top 3       | - 152 – Nguyễn Thị Huỳnh Như - 211 – Đặng Hoàng Tâm Như |

### Người đẹp Truyền cảm hứng
| Kết quả     | Thí sinh |
| Chiến thắng | - 211 – Đặng Hoàng Tâm Như |
| Top 16      | - 011 – Bùi Thị Thanh Thủy - 241 – Lê Hoàng Phương - 388 – Bùi Khánh Linh - 080 – Nguyễn Thảo Vy - 120 – Trần Hồng Ngọc - 082 – Phạm Liên Anh - 203 – Nguyễn Ngọc Thanh Ngân - 158 – Trương Quí Minh Nhàn - 311 – Lê Thị Tuyết Nhi - 211 – Đặng Hoàng Tâm Như - 003 – Nguyễn Vĩnh Hà Phương - 444 – Võ Quỳnh Thư - 027 – Trần Thị Tú Quyên - 010 – Phạm Thị Ánh Vương - 332 – Nguyễn Hồng Diễm - 284 – Phạm Thị Minh Huệ |

### Top 6 Ấn Tượng
| Kết quả     | Thí sinh |
| Chiến thắng | - 011 – Bùi Thị Thanh Thủy - 120 – Trần Hồng Ngọc - 241 – Lê Hoàng Phương - 268 – Trần Khả Di - 066 – Nguyễn Thị Thu Thảo - 211 – Đặng Hoàng Tâm Như |

### Best in Swimsuit
| Kết quả     | Thí sinh                                                                                               |
| Chiến thắng | - 174 – Nguyễn Thị Thu Hằng                                                                            |
| Top 5       | - 241 – Lê Hoàng Phương - 388 – Bùi Khánh Linh - 332 – Nguyễn Hồng Diễm - 116 – Nguyễn Thị Thùy Vi (§) |

- §: Thí sinh vào thẳng Top 5 Best in Swimsuit do chiến thắng giải thưởng Best in Swimsuit Fanvote.

### Best Hair Improvement by NH23
| Kết quả     | Thí sinh |
| Chiến thắng | - 241 – Lê Hoàng Phương |
| Á quân      | - 079 – Phạm Hoàng Kim Dung |
| Top 10      | - 444 – Võ Quỳnh Thư - 221 – Hồ Nguyễn Huế Anh - 165 – Nguyễn Trúc Phương - 066 – Nguyễn Thị Thu Thảo - 296 – Nguyễn Hoài Phương Anh - 174 – Nguyễn Thị Thu Hằng - 332 – Nguyễn Hồng Diễm - 234 – Nguyễn Minh Hoàng Kim |
| Top 15      | - 333 – Võ Pha Lê - 314 – Lê Thị Hồng Hạnh - 116 – Nguyễn Thị Thùy Vy - 532 – Phùng Thị Thủy - 082 – Phạm Liên Anh |

### Miss Star Kombucha
| Kết quả   | Thí sinh                                                                       |
| Giải Nhất | - 388 – Bùi Khánh Linh - 203 – Nguyễn Ngọc Thanh Ngân - 311 – Lê Thị Tuyết Nhi |
| Giải Nhì  | - 241 – Lê Hoàng Phương - 066 – Nguyễn Thị Thu Thảo - 333 – Võ Pha Lê          |

### Miss Fashion (Người đẹp Thời trang)
| Kết quả     | Thí sinh |
| Chiến thắng | - 010 – Phạm Thị Ánh Vương                                                                                     |
| Top 5       | - 164 – Bùi Thị Thục Hiền - 011 – Bùi Thị Thanh Thủy - 203 – Nguyễn Ngọc Thanh Ngân - 211 – Đặng Hoàng Tâm Như |

### Miss Elasten (Người đẹp Elasten)
| Kết quả     | Thí sinh                                              |
| Chiến thắng | - 388 – Bùi Khánh Linh                                |
| Á quân      | - 311 – Lê Thị Tuyết Nhi                              |
| Top 4       | - 241 – Lê Hoàng Phương - 003 – Nguyễn Vĩnh Hà Phương |

### Best Introduction Video
| Kết quả     | Thí sinh |
| Chiến thắng | - 027 – Trần Thị Tú Quyên |
| Top 10      | - 388 – Bùi Khánh Linh - 211 – Đặng Hoàng Tâm Như - 241 – Lê Hoàng Phương - 332 – Nguyễn Hồng Diễm - 011 – Bùi Thị Thanh Thủy - 174 – Nguyễn Thị Thu Hằng - 296 – Nguyễn Hoài Phương Anh - 082 – Phạm Liên Anh - 165 – Nguyễn Trúc Phương |

### Best National Costume
| Kết quả                                 | Trình diễn | Trang phục | Nhà thiết kế |
| Chiến thắng                             | - 221 – Hồ Nguyễn Huế Anh | - Vũ khúc Thiên Long | - Nguyễn Lê Vĩnh Tường |
| Giải nhì                                | - Trần Tuyết Như | - Hương Thị | - Bùi Thế Lộc |
| Giải ba                                 | - 241 – Lê Hoàng Phương | - Tâm Sắc Tấm | - Nguyễn Duy Hậu |
| Best National Costume (People's Choice) | - Lê Nguyễn Ngọc Hằng | - Cà Kheo | - Bùi Thế Bảo |
| Trình diễn Trang phục dân tộc ấn tượng  | - Phạm Ngọc Phương Anh - 113 – Phạm Thị Thuỳ Trang - 142 – Huỳnh Phương Anh | - Diêm dân - Đồ Sơn Ngưu Đấu - Phiêu khúc bóng rỗi | - Trần Anh Khoa - Nguyễn Ngọc Tứ - Bùi Hoàng Ân |
| Symphony of Vietnam                     | - 121 – Nguyễn Thùy Dương | - Xứ Kinh Bắc | - Trần Thị Huyền Trang |
| Câu chuyện truyền cảm hứng              | - 284 – Phạm Thị Minh Huệ - 120 – Trần Hồng Ngọc | - Cóc Kiện Trời - Vũ Rối | - Nguyễn Đức Lương - Trần Thị A Khin |
| Trang phục truyền cảm hứng              | - 268 – Trần Khả Di | - Mắc Võng Trường Sơn | - Nguyễn Hải |
| Nhà thiết kế trẻ tuổi nhất              | - 333 – Võ Pha Lê | - Cò ơi | - Châu Gia Minh |
| Top 30                                  | - Trịnh Thùy Linh - 305 – Trần Thị Phương Anh - Huỳnh Thị Thanh Thủy - Đoàn Thiên Ân - 011 – Bùi Thị Thanh Thuỷ - Trần Nguyên Minh Thư - Huỳnh Minh Kiên - Nguyễn Phương Nhi - Trần Tiểu Vy - Huỳnh Nguyễn Mai Phương - 311 – Lê Thị Tuyết Nhi - Chế Nguyễn Quỳnh Châu - 101 – Lê Thị Diễm Quyên - 332 – Nguyễn Hồng Diễm - 164 – Bùi Thị Thục Hiền - 116 – Nguyễn Thị Thùy Vi - 314 – Lê Thị Hồng Hạnh - 388 – Bùi Khánh Linh | - Ấn Khảm - Cá chép Đông Hồ - Cánh diều tuổi thơ - Điệu Sen - Điệu múa Tứ Tuần - Đại Nam Quốc Mẫu - Gánh Mẹ - Hoa hiếu thảo - Kép Thị - Mỹ nữ Tứ Bình - Mỹ Sơn Huyền bí - Ngọc Trời Nam - Ơi Yàng - Sấu xem hát bội - Thêu Mai - Thị ơi mở ra - Thị Tấm - Vũ khúc Atiso | - Nguyễn Ngọc Thiên Hương - Võ Tuấn Anh - Huỳnh Hoàng Phước - Nguyễn Trung Thành - Nguyễn Trung Thành - Lương Đức Minh - Huỳnh Thành Phát - Lưu Gia Huy - Hồ Hữu Thanh Nhã - Nguyễn Minh Triết - Danh Đại - Lê Hữu Nhân - Trần Văn Minh - Đoàn Phúc Thiện - Trần Hoàng Nam - Trần Khánh Duy - Đồng Khang - Lê Quang Thắng |

## Giải thưởng phụ
| Giải thưởng                                       | Thí sinh                      |
| Người đẹp được yêu thích nhất (Miss Popular Vote) | - 116 – Nguyễn Thị Thuỳ Vi    |
| Best in Swimsuit (Fans Vote)                      | - 116 – Nguyễn Thị Thuỳ Vi    |
| Người đẹp Truyền cảm hứng                         | - 211 – Đặng Hoàng Tâm Như    |
| Best in Swimsuit                                  | - 174 – Nguyễn Thị Thu Hằng   |
| Best Catwalk                                      | - 164 – Bùi Thị Thục Hiền     |
| Best in Evening Gown                              | - 101 – Nguyễn Thị Diễm Quyên |
| Best Introduction                                 | - 003 – Nguyễn Vĩnh Hà Phương |
| Best Introduction Video                           | - 027 – Trần Thị Tú Quyên     |
| Thuyết trình về Hoà bình hay nhất                 | - 314 – Lê Thị Hồng Hạnh      |
| Người đẹp Elasten                                 | - 388 – Bùi Khánh Linh        |
| Miss Fashion                                      | - 010 – Phạm Thị Ánh Vương    |
| Best Hair Improvement by NH23                     | - 241 – Lê Hoàng Phương       |

## Ban giám khảo
| Họ và tên             | Nghề nghiệp, Danh hiệu                                              | Vai trò                  |
| --------------------- | ------------------------------------------------------------------- | ------------------------ |
| Hà Kiều Anh           | Hoa hậu Toàn quốc Báo Tiền Phong 1992                               | Trưởng ban giám khảo     |
| Vương Duy Biên        | Nghệ sĩ nhân dân, nguyên Thứ trưởng Bộ Văn hóa, Thể thao và Du lịch | Phó trưởng ban giám khảo |
| Hoàng Nhật Nam        | Đạo diễn                                                            | Phó trưởng ban giám khảo |
| Nguyễn Thúc Thùy Tiên | Hoa hậu Hòa bình Quốc tế 2021                                       | Thành viên               |
| Nguyễn Minh Tú        | Giải Bạc Siêu mẫu Việt Nam 2013 Hoa hậu Siêu quốc gia châu Á 2018   | Thành viên               |
| Nguyễn Hà Kiều Loan   | Á hậu 1 Hoa hậu Thế giới Việt Nam 2019                              | Thành viên               |
| Vũ Phạm Diễm My       | Diễn viên                                                           | Thành viên               |
| Đỗ Long               | Nhà thiết kế                                                        | Thành viên               |

## Phần thi ứng xử
Ở phần thi ứng xử, Lê Hoàng Phương nhận câu hỏi: "Theo bạn, một đứa trẻ trong quá trình hoàn thiện bản thân để lớn lên, đứa trẻ ấy cần những điều gì?".
Hoàng Phương trả lời:
"Đối với em, trẻ em là tấm gương phản chiếu của cha mẹ, những hành vi cư xử của cha mẹ sẽ được thể hiện bởi những thế hệ nối tiếp. Nhưng có một thực trạng đáng buồn rằng, hiện nay có vài bậc cha mẹ có những bình luận tiêu cực đến với những đối tượng bằng tuổi con của mình. Đây là vấn đề lớn mà người lớn chúng ta cần nhìn nhận. Chúng ta phải đặt vị trí sẽ như thế nào nếu đối tượng đó là con của chúng ta và thậm chí tệ hơn là con của chúng ta làm tổn thương người khác. Điều để một đứa trẻ phát triển tốt nhất là người lớn chúng ta hãy xây dựng một xã hội văn minh, lành mạnh, thấu hiểu và đạo đức".

## Thí sinh tham gia
Có tổng cộng 44 thí sinh tham gia cuộc thi:
| SBD | Họ và tên thí sinh     | Năm sinh | Chiều cao              | Quê quán              | Ghi chú |
| --- | ---------------------- | -------- | ---------------------- | --------------------- | --- |
| 003 | Nguyễn Vĩnh Hà Phương  | 2003     | 1,69 m (5 ft 6+1⁄2 in) | Thành phố Hồ Chí Minh | Top 10 Best Introduction                                                                                                  |
| 010 | Phạm Thị Ánh Vương     | 2002     | 1,73 m (5 ft 8 in)     | Bình Thuận            | Top 15 Người đẹp Thời trang                                                                                               |
| 011 | Bùi Thị Thanh Thủy     | 1997     | 1,68 m (5 ft 6 in)     | Phú Yên               | Top 15 Top 6 Ấn tượng |
| 027 | Trần Thị Tú Quyên      | 1999     | 1,73 m (5 ft 8 in)     | Bạc Liêu              | Best Introduction Video                                                                                                   |
| 039 | Phạm Thị Hằng Nga      | 1999     | 1,73 m (5 ft 8 in)     | Hà Nam                | Top 10 |
| 059 | Trần Khánh Linh        | 2001     | 1,68 m (5 ft 6 in)     | Hà Nội                | |
| 066 | Nguyễn Thị Thu Thảo    | 1996     | 1,77 m (5 ft 9+1⁄2 in) | Bình Thuận            | Top 6 Ấn tượng Top 2 Miss Star Kombucha                                                                                   |
| 068 | Dương Tiểu Hân         | 2000     | 1,67 m (5 ft 5+1⁄2 in) | Bà Rịa - Vũng Tàu     | |
| 079 | Phạm Hoàng Kim Dung    | 1997     | 1,69 m (5 ft 6+1⁄2 in) | Đồng Nai              | Top 15 |
| 080 | Nguyễn Thảo Vy         | 2002     | 1,68 m (5 ft 6 in)     | Tây Ninh              | |
| 082 | Phạm Liên Anh          | 2003     | 1,68 m (5 ft 6 in)     | Hà Nội                | Top 15 |
| 101 | Nguyễn Thị Diễm Quyên  | 2004     | 1,72 m (5 ft 7+1⁄2 in) | Quảng Nam             | Top 15 |
| 102 | Nguyễn Ngọc Bảo Huyên  | 2003     | 1,72 m (5 ft 7+1⁄2 in) | Thành phố Hồ Chí Minh | |
| 113 | Phạm Thị Thùy Trang    | 1997     | 1,74 m (5 ft 8+1⁄2 in) | Hải Dương             | |
| 116 | Nguyễn Thị Thùy Vi     | 2000     | 1,72 m (5 ft 7+1⁄2 in) | Trà Vinh              | Top 10 Người đẹp được yêu thích nhất                                                                                      |
| 117 | Dương Thị Hồng Vy      | 1999     | 1,66 m (5 ft 5+1⁄2 in) | Thành phố Hồ Chí Minh | Top 20 |
| 120 | Trần Hồng Ngọc         | 2001     | 1,73 m (5 ft 8 in)     | Long An               | Top 10 Top 6 Ấn tượng |
| 121 | Nguyễn Thùy Dương      | 2000     | 1,69 m (5 ft 6+1⁄2 in) | Bạc Liêu              | |
| 142 | Huỳnh Phương Anh       | 2000     | 1,77 m (5 ft 9+1⁄2 in) | Bến Tre               | |
| 144 | Lý Hiểu Vy             | 2000     | 1,72 m (5 ft 7+1⁄2 in) | Thành phố Hồ Chí Minh | |
| 158 | Trương Quí Minh Nhàn   | 2001     | 1,72 m (5 ft 7+1⁄2 in) | Thừa Thiên Huế        | Á hậu 2 |
| 164 | Bùi Thị Thục Hiền      | 2000     | 1,68 m (5 ft 6 in)     | Thành phố Hồ Chí Minh | Top 15 |
| 165 | Nguyễn Trúc Phương     | 2004     | 1,68 m (5 ft 6 in)     | Cà Mau                | |
| 174 | Nguyễn Thị Thu Hằng    | 2001     | 1,70 m (5 ft 7 in)     | Hà Nội                | Top 10 |
| 203 | Nguyễn Ngọc Thanh Ngân | 2000     | 1,71 m (5 ft 7+1⁄2 in) | Thành phố Hồ Chí Minh | Miss Star Kombucha |
| 211 | Đặng Hoàng Tâm Như     | 1999     | 1,75 m (5 ft 9 in)     | Thừa Thiên Huế        | Á hậu 4 Người đẹp Truyền cảm hứng Top 6 Ấn tượng                                                                          |
| 221 | Hồ Nguyễn Huế Anh      | 2000     | 1,71 m (5 ft 7+1⁄2 in) | Bến Tre               | |
| 233 | Nguyễn Thị Cẩm Tú      | 2003     | 1,68 m (5 ft 6 in)     | Hải Phòng             | |
| 234 | Nguyễn Minh Hoàng Kim  | 2002     | 1,69 m (5 ft 6+1⁄2 in) | Thành phố Hồ Chí Minh | |
| 241 | Lê Hoàng Phương        | 1995     | 1,76 m (5 ft 9+1⁄2 in) | Khánh Hòa             | Hoa hậu Hòa bình Việt Nam 2023 Best Profile Picture Top 6 Ấn tượng Best Hair Improvement by NH23 Top 2 Miss Star Kombucha |
| 268 | Trần Khả Di            | 2001     | 1,71 m (5 ft 7+1⁄2 in) | Cà Mau                | Top 6 Ấn tượng |
| 269 | Lục Hồng Mai           | 2001     | 1,70 m (5 ft 7 in)     | Hà Nội                | |
| 273 | Lê Minh Lan Phương     | 1999     | 1,76 m (5 ft 9+1⁄2 in) | Thành phố Hồ Chí Minh | |
| 284 | Phạm Thị Minh Huệ      | 1999     | 1,80 m (5 ft 11 in)    | Hải Dương             | |
| 296 | Nguyễn Hoài Phương Anh | 2001     | 1,70 m (5 ft 7 in)     | Bà Rịa - Vũng Tàu     | |
| 305 | Trần Thị Phương Anh    | 2000     | 1,74 m (5 ft 8+1⁄2 in) | Nam Định              | |
| 311 | Lê Thị Tuyết Nhi       | 2001     | 1,74 m (5 ft 8+1⁄2 in) | Bình Phước            | Top 2 Miss Elasten Miss Star Kombucha                                                                                     |
| 314 | Lê Thị Hồng Hạnh       | 2000     | 1,68 m (5 ft 6 in)     | Thái Bình             | Á hậu 3 Thuyết trình về Hòa bình hay nhất                                                                                 |
| 332 | Nguyễn Hồng Diễm       | 1998     | 1,76 m (5 ft 9+1⁄2 in) | Cao Bằng              | Top 20 |
| 333 | Võ Pha Lê              | 2002     | 1,67 m (5 ft 5+1⁄2 in) | Cà Mau                | Top 2 Miss Star Kombucha                                                                                                  |
| 388 | Bùi Khánh Linh         | 2002     | 1,77 m (5 ft 9+1⁄2 in) | Bắc Giang             | Á hậu 1 Miss Elasten Miss Star Kombucha                                                                                   |
| 444 | Võ Quỳnh Thư           | 1999     | 1,71 m (5 ft 7+1⁄2 in) | Đắk Lắk               | Top 20 |
| 514 | Trần Nguyễn Kim Ngân   | 2003     | 1,74 m (5 ft 8+1⁄2 in) | Thành phố Hồ Chí Minh | |
| 532 | Phùng Thị Thủy         | 1996     | 1,73 m (5 ft 8 in)     | Hà Nội                | Top 20 |

## Thông tin thí sinh
- Lê Hoàng Phương: Top 10 Hoa hậu Hoàn vũ Việt Nam 2019 cùng giải phụ (Người đẹp Biển, Best Face, Top 10 Best Catwalk), Top 5 Hoa hậu Hoàn vũ Việt Nam 2022 cùng giải phụ (Best Catwalk, Giải ba Trang phục Truyền thống đẹp nhất, Top 5 Người đẹp Biển, Top 10 Best Face, Top 10 Best Introduction, Top 10 Best English Skill, Top 10 Best Interview), dự thi Hoa hậu Siêu quốc gia Việt Nam 2023 nhưng cuộc thi bị hủy, Á hậu 4 Hoa hậu Hòa bình Quốc tế 2023 cùng giải phụ Trang phục truyền thống đẹp nhất, Top 8 Bước nhảy Hoàn vũ 2024 cùng giải phụ Người đẹp Cống hiến, Huấn luyện viên Miss International Queen Vietnam 2025, Giám đốc điều hành Hoa hậu Hòa bình Việt Nam 2025.
- Bùi Khánh Linh: Top 10 Hoa hậu Thế giới Việt Nam 2022 cùng giải phụ (Top 5 Người đẹp Nhân ái, Top 5 Người đẹp Biển), Top 5 Hoa hậu Thế giới Việt Nam 2023 cùng giải phụ (Người Đẹp Biển, Top 5 Người đẹp Thời trang, Top 10 Người đẹp Bản lĩnh, Top 16 Người đẹp Nhân ái), Á hậu 3 Hoa hậu Liên lục địa 2024 cùng giải phụ Miss Intercontinental Asia & Oceania.
- Trương Quí Minh Nhàn: Á khôi 1 Đại sứ sinh viên Đại học Đà Nẵng - Miss & Mr UD 2022, Top 25 Hoa hậu Việt Nam Thời đại 2022, Top 5 Hoa hậu Hoàn vũ Việt Nam 2025 cùng giải phụ (Người đẹp Truyền thông, Top 5 Người đẹp Tài năng, Top 6 Người đẹp Thời trang, Top 12 Người đẹp Biển, Top 20 Người đẹp Bản lĩnh, Top 10 Cosmo Best Face Award, Top 10 Cosmo Best Body Award, Top 10 Cosmo Best Smile Award).
- Lê Thị Hồng Hạnh: Top 15 Hoa hậu Hòa bình Việt Nam 2022, Top 24 The New Mentor 2023 - team Thanh Hằng.
- Đặng Hoàng Tâm Như: Top 41 Hoa hậu Hoàn vũ Việt Nam 2022 cùng giải phụ (Người đẹp Áo dài, Top 10 Best Body, Top 22 Best Catwalk).
- Nguyễn Vĩnh Hà Phương: Á hậu 4 Miss KBJ Ratu Kabeya 2022, Top 66 Hoa hậu Thế giới Việt Nam 2022 cùng giải phụ Top 5 Người đẹp Tài năng, Top 20 Hoa hậu Sinh viên Thế giới 2022 cùng giải phụ Miss Netizen, Top 20 Hoa hậu Hòa bình Việt Nam 2024 cùng giải phụ (Best Introduction, Top 5 Grand Voice Award, Top 8 Miss Elasten).
- Trần Hồng Ngọc: Top 35 Hoa hậu Du lịch Việt Nam 2022, đăng ký dự thi Hoa hậu Hoàn vũ Việt Nam 2023 nhưng rút lui trước vòng sơ khảo vì lý do cá nhân, Top 10 Hoa hậu Hòa bình Việt Nam 2024 cùng giải phụ (Best in Swimsuit, The Best Face of Parasola, Top 6 Ấn tượng, Top 5 Best Seller Award, Top 3 Best Profile Picture, Top 8 Người đẹp Elasten).
- Nguyễn Thị Thu Hằng: Top 38 Hoa hậu Thế giới Việt Nam 2022 cùng giải phụ Top 9 Người đẹp Thể thao.
- Phạm Thị Hằng Nga: Top 40 Hoa hậu Hoàn vũ Việt Nam 2023 cùng giải phụ (Top 10 Best Body, Top 15 Best Catwalk).
- Nguyễn Thị Thùy Vi: Top 10 Hoa hậu Du lịch Việt Nam Toàn cầu 2021, Top 42 Hoa hậu Thể thao Việt Nam 2022, Top 55 Hoa hậu Hòa bình Việt Nam 2022 cùng giải phụ Top 18 We are Diamond by Diamond Fitness Center, Đăng quang Hoa hậu tại cuộc thi Hoa hậu và Nam vương Thần tượng Việt Nam 2024, Top 5 Hoa hậu Hoàn vũ Việt Nam 2025 cùng giải phụ (Người đẹp Biển, Cosmo Best Body Award, Top 12 Người đẹp Thời trang, Top 20 Người đẹp Bản lĩnh, Top 10 Cosmo Best Smile Award, Top 10 Cosmo Best Face Award), Giám đốc bản quyền Hoa hậu Hoàn vũ Việt Nam - tỉnh Vĩnh Long.
- Bùi Thị Thanh Thủy: Top 30 Hoa khôi Du lịch Việt Nam 2020 cùng giải phụ Người đẹp Tài Năng, Top 41 Hoa hậu Hoàn vũ Việt Nam 2022 cùng giải phụ Người đẹp Tài năng, Top 16 Hoa hậu Hoàn vũ Việt Nam 2023 cùng giải phụ (Top 4 Người đẹp Tài năng, Top 8 Người đẹp Bản lĩnh, Top 10 Best Body, Top 10 Best Smile, Top 10 Best Face, Top 15 Miss Purité), đăng ký dự thi Hoa hậu Hoàn vũ Việt Nam 2025 nhưng rút lui trước vòng sơ khảo vì lý do cá nhân, Top 7 Điểm hẹn tài năng 2025,  Giám đốc bản quyền Hoa hậu Hoàn vũ Việt Nam - tỉnh Đắk Lắk.
- Bùi Thị Thục Hiền: Top 10 Hoa hậu Sinh thái Việt Nam 2022, Top 55 Hoa hậu Hòa bình Việt Nam 2022 cùng giải phụ Top 18 Người đẹp truyền cảm hứng, Top 45 Hoa hậu Hoàn vũ Việt Nam 2025 cùng giải phụ Top 5 Cosmo Social Ambassador.
- Phạm Thị Ánh Vương: Top 66 Hoa hậu Thế giới Việt Nam 2022, Á hậu 4 Hoa hậu Hòa bình Việt Nam 2024 cùng giải phụ Top 5 Miss Fashion, Top 10 Hoa hậu Châu Á Thái Bình Dương Quốc tế 2024 cùng giải phụ Trang phục Dân tộc đẹp nhất, có chị gái là Phạm Thị Ánh Sương tham gia Hoa hậu Hoàn vũ Việt Nam 2022 và dừng chân sau vòng Sơ khảo.
- Nguyễn Thị Diễm Quyên: Á khôi 2 Nét đẹp Sư phạm mở rộng 2022, Top 40 Hoa hậu Hoàn vũ Việt Nam 2023.
- Phạm Liên Anh: Top 15 Hoa hậu Hòa bình Việt Nam 2024 cùng giải phụ (Top 10 Best Introduction Video, Top 18 Người đẹp Elasten).
- Phạm Hoàng Kim Dung: Top 15 Hoa hậu Hòa bình Việt Nam 2024 cùng giải phụ (Top 3 Best Profile Picture, Top 18 Người đẹp Elasten).
- Nguyễn Hồng Diễm: Top 5 Hoa hậu Các dân tộc Việt Nam 2022 cùng giải phụ Người đẹp Truyền thông, Top 30 Hoa hậu Quốc gia Việt Nam 2024 cùng giải phụ (Top 16 Người đẹp Nữ công Gia chánh, Top 10 Người đẹp có gương mặt khả ái).
- Võ Quỳnh Thư: Top 40 Hoa hậu Thế giới Việt Nam 2023.
- Dương Thị Hồng Vy: Top 8 Hoa hậu Trái Đất Việt Nam 2025 cùng giải phụ Người đẹp Thể thao.
- Nguyễn Hoài Phương Anh: Top 38 Hoa hậu Thế giới Việt Nam 2022, Đăng quang Hoa hậu Biển Việt Nam Toàn cầu 2025 cùng giải phụ Người đẹp Hình thể.
- Nguyễn Ngọc Thanh Ngân: Top 10 Hoa hậu Thanh lịch Trung Hoa-Asean 2018, Top 45 Hoa hậu Hoàn vũ Việt Nam 2019, Top 45 Hoa hậu Thế giới Việt Nam 2022.
- Nguyễn Thùy Dương: Tham gia Hoa hậu Thế giới Việt Nam 2019 và dừng chân sau vòng chung khảo phía Nam, Top 30 Hoa hậu Thể thao Việt Nam 2022.
- Phạm Thị Minh Huệ: Top 71 Hoa hậu Hoàn vũ Việt Nam 2022, đăng ký dự thi Hoa hậu Hoàn vũ Việt Nam 2023 nhưng rút lui trước vòng sơ khảo vì lý do cá nhân, Top 45 Hoa hậu Hoàn vũ Việt Nam 2025 cùng giải phụ (Người đẹp Thân thiện, Top 12 Người đẹp Biển, Top 10 Người đẹp Tài năng).
- Trần Khả Di :  Á khôi 2 Hoa khôi Đại học Nam Cần Thơ 2022 cùng giải phụ Người đẹp Tỏa sáng.
- Nguyễn Trúc Phương: Hoa khôi Đại học Nam Cần Thơ 2023.
- Huỳnh Phương Anh: Top 60 Hoa hậu Các dân tộc Việt Nam 2022.
- Hồ Nguyễn Huế Anh: Top 10 Hoa hậu Hoàn vũ Việt Nam 2025 cùng giải phụ (Top 10 Người đẹp Tài năng, Top 20 Người đẹp Bản lĩnh, Top 10 Cosmo Best Smile Award, Top 10 Cosmo Best Face Award).

## Dự thi quốc tế
| Cuộc thi                                | Đại diện               | Danh hiệu | Thứ hạng      | Giải thưởng đặc biệt                          |
| --------------------------------------- | ---------------------- | --------- | ------------- | --------------------------------------------- |
| Miss China-Asean Etiquette 2018         | Nguyễn Ngọc Thanh Ngân | Top 48    | Top 10        | Miss Media                                    |
| World Miss University 2022              | Nguyễn Vĩnh Hà Phương  | Top 10    | Top 20        | Miss Netizen                                  |
| Miss KBJ Ratu Kebaya International 2022 | Nguyễn Vĩnh Hà Phương  | Top 10    | 4th Runner-up | Miss Social Influence Kebaya Asian Ambassador |
| Miss Grand International 2023           | Lê Hoàng Phương        | Hoa hậu   | 4th Runner-up | Best National Costume                         |
| Miss Intercontinental 2024              | Bùi Khánh Linh         | Á hậu 1   | 3rd Runner-up | Miss Intercontinental Asia & Oceania          |
| Miss Asia Pacific International 2024    | Phạm Thị Ánh Vương     | Top 15    | Top 10        | Best National Costume                         |